# Nikolai Nissen Paus
Nikolai Nissen Paus (1877–1956) var en norsk læge og kirurg, hospitalsdirektør, dr.med. og præsident i Norges Røde Kors (1939–1940 og 1945–1947). Han var direktør for Jarlsberg og Laurvig Amts Sygehus (der hed Vestfold fylkessykehus fra 1918) fra 1916 til 1947. Han var formand for Sygeplejelovkomiteen udnævnt af regeringen i 1939 og deltog i det humanitære arbejde i Vinterkrigen i Finland.
Der eksisterer et oljemaleri af ham af Erik Werenskiold (1934) og en byste af Wilhelm Rasmussen (1947), der er udstillet ved Sykehuset i Vestfold i Tønsberg. Han var også frimurer af XI. grad og stormesterens statholder i Den Norske Frimurerordens høje råd.
Han var søn af skoleejer, cand.theol. Bernhard Paus (f. 1839) og Anna Henriette Wegner (f. 1841). Han var oppkallet med fornavnet Nikolai og mellemnavnet Nissen efter den danske Nissen-slægt fra Sønderjylland. Navnet går tilbage til hans tip-tip-tip-tip-tip-oldefar, krigskommissær og landsdommer i Nørrejylland Nicolaus Nissen (1627–1684) til Lerbæk og Rugballegård. Hans farfar var skibsreder i Drammen Nicolai Nissen Paus (f. 1811) og hans morfar godsejer Benjamin Wegner (f. 1795). Hans mormor Henriette Seyler var datter af Ludwig E. Seyler, medejer og chef for Berenberg Bank i Hamborg og svigersøn til Johann Hinrich Gossler og Elisabeth Berenberg.
Hans søn var kirurgen dr.med. Bernhard Paus, stormester i Den Norske Frimurerorden 1969–1990 og gift med Brita Collett.

## Udgivelser
- Vom Übergang der Tuberkelbazillen ins Blut und der Bedeutung der Tuberkulinreaktionen bei der Knochen- und Gelenkstuberkulose, Leipzig, 1916, doktorgradsafhandling (dr. med.), Det Kongelige Frederiks Universitet.[8]

## Æresbevisninger
- Den Norske Frimurerordens hederstegn
- Det belgiske Røde Kors' hederstegn af 1. klasse (1938)
- Belgisk orden (Aftenposten 28.06.1939)
- Frihetskorsets orden med sverd (1941)
- Croix de l'Ordre de la santé publique, for Røde Kors' hjælp til dårligt stillede franske (1947)
- Finsk orden (Aftenposten 17.09.1947)
- Æresmedlem af Norges Røde Kors (1947)
- Ridder 1. klasse af St. Olavs Orden for «langt og fortjenstfullt humanitært virke» (1948)